# Resultados do Carnaval de Manaus em 2009
Resultados do Carnaval de Manaus em 2009. A vencedora do grupo especial foi a escola A Grande Família com o enredo, Venezuela: de Bolívar libertador ao petróleo que move o Mundo.

## Grupo Especial
| Colocação | Escola              | Enredo                                                                          | Pontos | Ref.  |
| --------- | ------------------- | ------------------------------------------------------------------------------- | ------ | ----- |
| 1º        | A Grande Família    | Venezuela: de Bolívar libertador ao petróleo que move o Mundo                   | 270    | [ 2 ] |
| 2º        | Reino Unido         | O Centenário dos Aprendizes Artífices no Reino do Saber, do Samba, e da Alegria | 269,9  | [ 2 ] |
| 3º        | Aparecida           | Por Mares Dantes Navegados                                                      | 267,4  | [ 2 ] |
| 4º        | Unidos do Alvorada  | De Exu a Oxalá, com as bênçãos do Criador, tudo pode Mudar                      | 266,89 | [ 2 ] |
| 5º        | Vitória Régia       | Ottomar Pinto: Do Nordeste Decolou e no Coração de Roraima Pousou               | 266,85 | [ 2 ] |
| 6º        | Sem Compromisso     | Amor - A Quanto Obrigas, Mas Se Não Viver, Como Sabê-lo?                        | 265,22 | [ 2 ] |
| 7º        | Balaku Blaku        | Akator - Nem ouro, Nem prata, o Eldorado existe e é verde - Amazônia            | 264,63 | [ 2 ] |
| 8º        | Presidente Vargas   | Roraima do Extremo Norte do País                                                | 262,93 | [ 2 ] |
| 9º        | Coroado             | Coroado Canta Floresta e Educação, Exaltando a UFAM: 100 Anos de Tradição       | 262,42 | [ 2 ] |
| 10º       | Andanças de Ciganos | Das Andanças que Fiz, Riquezas Busquei. Itacoatiara Pedra Pintada, Encontrei    | 262,07 | [ 2 ] |

## Grupo de Acesso
| Colocação | Escola                    | Enredo                                                        | Pontos | Ref.  |
| --------- | ------------------------- | ------------------------------------------------------------- | ------ | ----- |
| 1º        | Império da Kamélia        | São Jorge - O Guerreiro da Arte, do Amor e da Fé              | 175    | [ 3 ] |
| 2º        | Unidos do Coophasa        | Medicina, A Nobre Arte de Curar.                              | 173,28 | [ 3 ] |
| 3º        | Meninos Levados           | A Força, a Garra e a Humildade de um Leão Chamado Leonel      | 172,5  | [ 3 ] |
| 4º        | Dragões do Império        | Eu sou mais o meu Império                                     |        | [ 3 ] |
| 5º        | Ipixuna                   | Mamãe me Embala Toda Prosa na Rede de Proteção à Pessoa Idosa |        | [ 3 ] |
| 6º        | Beija-Flor do Norte       | 30 Anos da AGFAM                                              |        | [ 3 ] |
| 7º        | Mocidade da Raiz          | Da Oliveira Navegação ao Porto Chibatão                       |        | [ 3 ] |
| 8º        | Gaviões do Parque         | Os Gaviões na Luta pela Preservação do Mindu                  |        | [ 3 ] |
| 9º        | Império do Hawaí          | 25 anos de amor ao Samba                                      |        | [ 3 ] |
| 10º       | Acadêmicos da Cidade Alta | A Vida que Prosa em Mim                                       |        | [ 3 ] |
| 11º       | Primos da Ilha            | Primos da Ilha.com                                            |        | [ 3 ] |
| 12º       | Leões do Barão Açú        | Coari                                                         |        | [ 3 ] |

- O Grupo de Acesso e o Grupo 02 se juntaram formando um novo Grupo de Acesso com 12 escolas. O 3º Grupo passou a ser denominado como Grupo B.

## Grupo B
| Colocação | Escola                | Enredo                                                        | Pontos | Ref.  |
| --------- | --------------------- | ------------------------------------------------------------- | ------ | ----- |
| 1º        | Vila da Barra         | No Orquidário da Folia, Vila da Barra é luz, é cor, é alegria | 86,55  | [ 4 ] |
| 2º        | Unidos da Cidade Nova | Nosso Esporte é Nossa Glória, 2014 mudará a Nossa História    | 85,45  | [ 4 ] |
| 3º        | Império do Mauá       | CEASA - Aonde tudo Começou,...Hoje é realidade!               | 80,3   | [ 4 ] |